# اليمن في الألعاب الأولمبية الصيفية 2000
أرسل اليمن وفداً للمنافسة في دورة الألعاب الأولمبية الصيفية لعام 2000 في سيدني، أستراليا في الفترة من 15 سبتمبر إلى 1 أكتوبر 2000. كان هذا هو الظهور الثالث في دورة الألعاب الأولمبية الصيفية كدولة موحدة. وضم الوفد اليمني لاعبي سباقات المضمار والميدان بشير الخيواني وهناء علي صالح. لم يتقدم أي منهما إلى ما بعد الجولة الأولى من منافساتهما.

## خلفية
تم الاعتراف باللجنة الأولمبية اليمنية من قبل اللجنة الأولمبية الدولية في 1 يناير 1981.  ظهر كل من اليمن الشمالي واليمن الجنوبي في الألعاب الأولمبية في الثمانينيات.   بعد توحيد اليمن عام 1990،  أرسلت البلاد فريقًا واحدًا إلى كل دورة أولمبية منذ دورة الألعاب الأولمبية الصيفية عام 1992.  كانت سيدني هي الظهور الثالث في دورة الألعاب الأولمبية لليمن الموحد.  أقيمت الألعاب الأولمبية الصيفية لعام 2000 في الفترة من 15 سبتمبر إلى 1 أكتوبر 2000؛ يمثل 10,651 رياضيًا 199 لجنة أولمبية وطنية.  أرسلت اليمن منافسين في سباقات المضمار والميدان، بشير الخيواني وهناء علي صالح.  تم اختيار الخيواني ليكون حامل الراية في حفل الافتتاح. 

## ألعاب القوى
كان الخيواني يبلغ من العمر 18 عامًا وقت انطلاق أولمبياد سيدني، وكان ظهوره الأولمبي الوحيد.   في 22 سبتمبر، شارك في الجولة الأولى من سباق 400 متر رجال، ودخل في الجولة الثامنة. أنهى سباقه في زمن 49.72 ثانية، الثامن والأخير في مجموعته، وبالتالي تم إقصاؤه.  وفاز بالميدالية الذهبية من الولايات المتحدة مايكل جونسون بزمن قدره 43.84 ثانية، وفاز بالميدالية الفضية مواطنه الأمريكي ألفين هاريسون، وفاز بالميدالية البرونزية جريج هوجتون من جامايكا.  
كانت هناء علي صالح تبلغ من العمر 32 عامًا في ذلك الوقت، وكان أيضًا ظهورها الوحيد في الألعاب الأولمبية.   كانت أول امرأة تمثل اليمن في الأولمبياد.  في 27 سبتمبر، شاركت في الجولة الأولى من سباق 200 متر سيدات، وتم سحبها إلى الجولة الثانية. أنهت السباق في 30.36 ثانية، في المركز الثامن والأخير في مجموعتها. كان وقتها خلف المركز السابع بأكثر من ست ثوان، لذلك تم إقصاؤها في هذه المرحلة.  جردت الأمريكية الحائزة على الميدالية الذهبية ماريون جونز من ميداليتها في ديسمبر 2007 بعد اعترافها بانتهاك المنشطات.   حصلت الحائزة على الميدالية الفضية بولين ديفيس طومسون من جزر البهاما على الميدالية الذهبية في يونيو 2010. 
| الرياضي       | الحدث       | التصفيات | التصفيات | ربع النهائي | ربع النهائي | نصف النهائي | نصف النهائي | النهائي  | النهائي  |
| الرياضي       | الحدث       | زمن      | ترتيب    | زمن         | ترتيب       | زمن         | ترتيب       | زمن      | ترتيب    |
| ------------- | ----------- | -------- | -------- | ----------- | ----------- | ----------- | ----------- | -------- | -------- |
| بشير الخيواني | 400 م رجال  | 49.72    | 8        | لم يتقدم    | لم يتقدم    | لم يتقدم    | لم يتقدم    | لم يتقدم | لم يتقدم |
| هناء علي صالح | 200 م سيدات | 30.36    | 8        | لم تتقدم    | لم تتقدم    | لم تتقدم    | لم تتقدم    | لم تتقدم | لم تتقدم |